# Campeonato Sudamericano 1921/Spiele
Diese Seite ist eine Unterseite zum Artikel Campeonato Sudamericano 1921, der über dieses Turnier für Fußballnationalmannschaften Südamerikas informiert.
| Pl. | Land        | Sp. | S | U | N | Tore    | Diff. | Punkte |
| --- | ----------- | --- | - | - | - | ------- | ----- | ------ |
| 1.  | Argentinien | 3   | 3 | 0 | 0 | 005:000 | +5    | 06:0   |
| 2.  | Brasilien   | 3   | 1 | 0 | 2 | 004:300 | +1    | 02:40  |
| 3.  | Uruguay     | 3   | 1 | 0 | 2 | 003:400 | −1    | 02:40  |
| 4.  | Paraguay    | 3   | 1 | 0 | 2 | 002:700 | −5    | 02:40  |

## Argentinien – Brasilien 1:0 (1:0)
| Argentinien                                         | Argentinien | Brasilien | Brasilien |
| --------------------------------------------------- | --- | --- | --------- |
| Argentinien                                         | \| 2. Oktober 1921 in Buenos Aires (Sportivo Barracas) \| \| Zuschauer: 20.000 \| \| Schiedsrichter: Ricardo Vallarino ( Uruguay) \| | \| 2. Oktober 1921 in Buenos Aires (Sportivo Barracas) \| \| Zuschauer: 20.000 \| \| Schiedsrichter: Ricardo Vallarino ( Uruguay) \| | Brasilien |
| Argentinien                                         | Tesoriere – Celli, Bearzotti – López, Dellavalle, Solari – Calomino, Libonatti, Sosa, Echeverría, Chavín Cheftrainer: Calomino       | Júlio Kuntz – Telefone, Barata – Laís, Alfredinho, Dino I – Zezé, Candiota, Nonô, Machado, Orlandinho Cheftrainer: Laís              | Brasilien |
| Argentinien                                         | 1:0 Libonatti (27.) | | Brasilien |
| 2. Oktober 1921 in Buenos Aires (Sportivo Barracas) | | |           |
| Zuschauer: 20.000                                   | | |           |
| Schiedsrichter: Ricardo Vallarino ( Uruguay)        | | |           |

## Uruguay – Paraguay 1:2 (0:1)
| Uruguay                                             | Uruguay | Paraguay | Paraguay |
| --------------------------------------------------- | --- | --- | -------- |
| Uruguay                                             | \| 9. Oktober 1921 in Buenos Aires (Sportivo Barracas) \| \| Zuschauer: 12.000 \| \| Schiedsrichter: Gerónimo Rapossi ( Argentinien) \| | \| 9. Oktober 1921 in Buenos Aires (Sportivo Barracas) \| \| Zuschauer: 12.000 \| \| Schiedsrichter: Gerónimo Rapossi ( Argentinien) \|                     | Paraguay |
| Uruguay                                             | Casella – Benincasa, Foglino – Broncini, Zibechi, Marroche – Somma, Villazú, Piendibene, Romano, Cámpolo Cheftrainer: Ernesto Fígoli    | Portaluppi – Paredes, González – Rodríguez, Fleitas-Solich, Benítez-Casco – Schaerer, Lima, López, Rivas, Zelada Cheftrainer: José Durand Laguna ( Uruguay) | Paraguay |
| Uruguay                                             | 1:2 Piendibene (83.) | 0:1 Rivas (9.) 0:2 López (66.) | Paraguay |
| 9. Oktober 1921 in Buenos Aires (Sportivo Barracas) | | |          |
| Zuschauer: 12.000                                   | | |          |
| Schiedsrichter: Gerónimo Rapossi ( Argentinien)     | | |          |

## Brasilien – Paraguay 3:0 (2:0)
| Brasilien                                            | Brasilien | Paraguay | Paraguay |
| ---------------------------------------------------- | --- | --- | -------- |
| Brasilien                                            | \| 12. Oktober 1921 in Buenos Aires (Sportivo Barracas) \| \| Zuschauer: 25.000 \| \| Schiedsrichter: Ricardo Vallarino ( Uruguay) \| | \| 12. Oktober 1921 in Buenos Aires (Sportivo Barracas) \| \| Zuschauer: 25.000 \| \| Schiedsrichter: Ricardo Vallarino ( Uruguay) \|                     | Paraguay |
| Brasilien                                            | Júlio Kuntz – Telefone, Barata – Laís, Alfredinho, Dino I – Zezé, Candiota, Frederico, Machado, Orlandinho Cheftrainer: Laís          | Portaluppi – Paredes, González – Rodríguez, Fleitas-Solich, Benítez Casco – Schaerer, Lima, López, Rivas, Vera Cheftrainer: José Durand Laguna ( Uruguay) | Paraguay |
| Brasilien                                            | 1:0 Machado (21.) 2:0 Machado (44.) 3:0 Candiota (46.)                                                                                | | Paraguay |
| 12. Oktober 1921 in Buenos Aires (Sportivo Barracas) | | |          |
| Zuschauer: 25.000                                    | | |          |
| Schiedsrichter: Ricardo Vallarino ( Uruguay)         | | |          |

## Argentinien – Paraguay 3:0 (1:0)
| Argentinien                                          | Argentinien | Paraguay | Paraguay |
| ---------------------------------------------------- | --- | --- | -------- |
| Argentinien                                          | \| 16. Oktober 1921 in Buenos Aires (Sportivo Barracas) \| \| Zuschauer: 25.000 \| \| Schiedsrichter: Ricardo Vallarino ( Uruguay) \| | \| 16. Oktober 1921 in Buenos Aires (Sportivo Barracas) \| \| Zuschauer: 25.000 \| \| Schiedsrichter: Ricardo Vallarino ( Uruguay) \|               | Paraguay |
| Argentinien                                          | Tesoriere – Celli, Bearzotti – Presta, Dellavalle, Solari – Calomino, Libonatti, Saruppo, Echeverría, González Cheftrainer: Calomino  | Radice – Paredes, González – Delgado, Fleitas-Solich, Benítez Casco – Schaerer, Lima, López, Rivas, Vera Cheftrainer: José Durand Laguna ( Uruguay) | Paraguay |
| Argentinien                                          | 1:0 Libonatti (43.) 2:0 Saruppo (71.) 3:0 Echerverría (76.)                                                                           | | Paraguay |
| 16. Oktober 1921 in Buenos Aires (Sportivo Barracas) | | |          |
| Zuschauer: 25.000                                    | | |          |
| Schiedsrichter: Ricardo Vallarino ( Uruguay)         | | |          |

## Uruguay – Brasilien 2:1 (2:0)
| Uruguay                                              | Uruguay | Brasilien | Brasilien |
| ---------------------------------------------------- | --- | --- | --------- |
| Uruguay                                              | \| 23. Oktober 1921 in Buenos Aires (Sportiva Barracas) \| \| Zuschauer: 10.000 \| \| Schiedsrichter: Victor Cabañas Saguier ( Paraguay) \| | \| 23. Oktober 1921 in Buenos Aires (Sportiva Barracas) \| \| Zuschauer: 10.000 \| \| Schiedsrichter: Victor Cabañas Saguier ( Paraguay) \| | Brasilien |
| Uruguay                                              | Beloutas – Benincasa, Foglino – Broncini, Zibechi, Molinari – Somma, Cassanello, Piendibene, Romano, Cámpolo Cheftrainer: Ernesto Fígoli    | Júlio Kuntz – Telefone, Barata – Laís, Alfredinho, Dino I – Zezé, Candiota, Frederico, Machado, Orlandinho Cheftrainer: Laís                | Brasilien |
| Uruguay                                              | 1:0 Romano (1.) 2:0 Romano (8.) | 2:1 Zezé (53.) | Brasilien |
| 23. Oktober 1921 in Buenos Aires (Sportiva Barracas) | | |           |
| Zuschauer: 10.000                                    | | |           |
| Schiedsrichter: Victor Cabañas Saguier ( Paraguay)   | | |           |

## Argentinien – Uruguay 1:0 (0:0)
| Argentinien                                          | Argentinien | Uruguay | Uruguay |
| ---------------------------------------------------- | --- | --- | ------- |
| Argentinien                                          | \| 30. Oktober 1921 in Buenos Aires (Sportivo Barracas) \| \| Zuschauer: 35.000 \| \| Schiedsrichter: Pedro Santos ( Brasilien) \|  | \| 30. Oktober 1921 in Buenos Aires (Sportivo Barracas) \| \| Zuschauer: 35.000 \| \| Schiedsrichter: Pedro Santos ( Brasilien) \|       | Uruguay |
| Argentinien                                          | Tesoriere – Celli, Bearzotti – López, Dellavalle, Solari – Calomino, Libonatti, Saruppo, Echeverria, González Cheftrainer: Calomino | Beloutas – Benincasa, Foglino – Broncini, Zibechi, Molinari – Somma, Cassanello, Piendibene, Romano, Cámpolo Cheftrainer: Ernesto Fígoli | Uruguay |
| Argentinien                                          | 1:0 Libonatti (57.) | | Uruguay |
| 30. Oktober 1921 in Buenos Aires (Sportivo Barracas) | | |         |
| Zuschauer: 35.000                                    | | |         |
| Schiedsrichter: Pedro Santos ( Brasilien)            | | |         |